# Élevage en Guinée-Bissau
Ne doit pas être confondu avec Élevage en Guinée.
L′élevage en Guinée-Bissau concerne surtout des bovins, des porcs, des chèvres, des moutons, de la volaille et plus rarement et des chevaux.

## Types d'élevages

### Bovins
En Guinée-Bissau, le principal élevage est celui des bovins de race Ndama, l'autre principale race de bovins qui est élevée est la Manjaques.  
Les Peuls élèvent beaucoup de Ndamas Fulas, et en possèdent des troupeaux de plusieurs centaines de têtes. 
Cet élevage est en difficulté à cause du manque de terrains de pâturage.

### Moutons et chèvres
En Guinée-Bissau, on élève des moutons  de la race Djallonké et des chèvres de la race naine Anã de Guinée. L'élevage est en général familial et le lait n'est pas consommé. 

### Porcs
La Guinée-Bissau élève le porc ibérique, surtout dans les régions animistes du centre. Il arrive, notamment à Cacheu, que les porcs domestiques croisent les porcs sauvages. 
Le principal but d'élevage du porc est les cérémonies traditionnelles. 

### Volailles
D'après les services vétérinaires du Dr Pierre Primot et de Nicolas Denormandie, en 2008, environ 600 000 poulets sont élevés en Guinée-Bissau, à 95 % en élevage familial traditionnel. 
Il existe aussi des ateliers d'élevage de poulets industriels près de Bissau.